# かたづの!
『かたづの!』は中島京子による日本の小説、およびそれを原作とした里中満智子の日本の漫画。江戸時代初期の八戸と遠野を舞台に、南部氏の一族である根城南部氏21代当主・清心尼の女城主としての生きざまを描いた歴史作品。

## 登場人物
祢々（ねね）
10歳で１つ年下の直政と結婚。直政と長男の久松が相次いで亡くなったことにより、根城南部氏第21代当主となる。南部宗家である南部利直からの再婚の命を断るため仏門に入り、清心尼と呼ばれるようになる。八戸や遠野で起きるさまざまな難関に家臣が死なないことを一番に考え対処していく。
片角（かたづの）
本作の語り部である雄の羚羊（かもしか）。生前、祢々に助けられ、以後交流を持つようになる。角が一本しかなく、七面天女の化身として根城で優遇される。死後、密かに角に意識が移り、切り取られた角が秘宝として伝わり、祢々の生きざまを見守る。
南部 利直（なんぶ としなお）
三戸南部氏第27代当主。祢々の母・千代の弟で、祢々の叔父。根城南部氏が統治する土地を意のままにしようと画策する。
八戸 直政（はちのへ なおまさ）
祢々の夫。根城南部氏第20代当主。　越後国の高田城築城奉行の際、体調を崩し還らぬ人となる。
新田 三五郎（にいだ さんごろう）
根城南部氏の家臣、新田左馬之助の息子。のちに祢々の次女・愛と結婚し、根城南部氏第22代当主・南部弥六郎直義（八戸弥六郎直義）となる。
福（ふく）
祢々の長女。新田三五郎と婚約していたが、利直の息子と結婚させられてしまう。
愛（あい）
祢々の次女。姉と婚約していた三五郎と結婚することに抵抗を持つ。
妙（たえ）
福の娘で、祢々の孫にあたる。嫁ぎ先で子供ができないまま夫が他界したため、尼僧・妙寿院となり、遠野へ移住してくる。
川辺 孝之進（かわべ こうのしん）
河童の大将。祢々に惚れ結婚を申し込むも断られ、以降たびたび支援する。櫛引八幡宮建築の際、左甚五郎がカンナ屑を馬淵川に捨てたところ河童となって住み着いたという逸話がある。
典屋 与平次（てんや よへいじ）
旅の猿回し。三戸南部の間者かと疑われるも八戸に住むことを許される。

## 受賞歴
- 第3回河合隼雄物語賞
- 第4回歴史時代作家クラブ賞作品賞
- 第28回柴田錬三郎賞
- 王様のブランチブックアワード2014大賞